# Bob Lazar
Robert "Bob" Lazar (n. 26 ianuarie 1959, Coral Gables, Florida) este o persoană controversată care pretinde că este calificat ca om de știință și inginer și susține că a lucrat cu tehnologie extraterestră într-un loc numit S4 în apropierea de Zona 51.

## Notorietate
Lazar pretinde că a lucrat în 1988 - 1989 ca fizician la S4, zonă care ar fi situată la Papoose Lake, la sud-vest de Zona 51 lângă Groom Dry Lake, Nevada. Potrivit lui Lazar, S4 servește ca o facilitate militară ascunsă pentru studiul și cercetarea unor nave spațiale extraterestre sau farfurii zburătoare cu ajutorul ingineriei inverse. Lazar spune ca a văzut nouă vehicule extraterestre diferite acolo și a furnizat informații detaliate cu privire la modul de propulsie și alte detalii tehnice ale unui vehicul în formă de disc numit modelul sportiv.
Credibilitatea lui Lazar a fost contestată după ce s-a descoperit că la "școlile la care se presupune că ar fi studiat nu există nicio înregistrare despre el, în timp ce persoane din comunitatea științifică nu-și amintesc să se fi întâlnit vreodată cu el."  Partizanii lui Lazar spun că totul este doar o conspirație pentru a discredita acreditările și munca lui Lazar.
Prima apariție a sa în mass-media datează de la sfârșitul anilor 1980. El a apărut la un program TV de știri locale din  Las Vegas, discutând despre experiența sa privind S4 și Zona 51. El a fost prezentat în Los Alamos Monitor într-o știre care avea legătură cu o  mașină jet despre care a pretins că ar fi construit-o cu ajutorul unui cercetător de la NASA. Mașina era construită cu un motor cu reacție modificat și plasat pe un model existent al unei mașini. În articol se preciza că Lazăr era "un fizician de la Los Alamos Meson Physics Facility".

## Fundal

### Educație și calificări
Lazar pretinde că a absolvit  California Institute of Technology și Massachusetts Institute of Technology. În 1993, cotidianul Los Angeles Times a căutat informații despre viața sa și nu a găsit nicio dovadă că ar fi obținut diplome de absolvire la aceste instutiții sau la altele. Fizicianul și cercetătorul Stanton Friedman a aflat doar că Lazar a urmat cursuri de electronică la sfârșitul anilor 1970 la Colegiul Pierce Junior din Los Angeles. Ocupația sa era listată ca procesator independent de documente fotografice. 
Pregătirea sa profesională nu poate fi nici pe deplin verificată sau respinsă, o situație pe care Lazar și susținătorii săi o atribuie manipulării guvernamentale a înregistrărilor și altor referințe despre el, cu scopul de a discredita afirmațiile sale cu privire la Zona 51, S4 și a altor afirmații cu privire la tehnologia extraterestră și ființele pe care le-a întâlnit."

### Probleme legale
Un articol din Los Angeles Times din 1991 preciza că Lazar era "sub supraveghere în Comitatul Clark, Nevada din cauza unor acuzații de proxenetism pentru că ar fi instalat un sistem informatic într-un bordel ilegal" (lucru legal în unele comitate mai mici din Nevada, prostituția fiind ilegală însă în Comitatul Clark).  Lazar, de asemenea, ar fi avut probleme grave cu federalii, fiind acuzat printre altele de trădare pentru că a dezvăluit informații clasificate despre S4 și Zona 51.

## Afirmații despre Zona 51 / Zona S4
În noiembrie 1989, Lazar a apărut într-un interviu special acordat reporterului de investigație George Knapp de la postul TV din Las Vegas KLAS. În interviul său cu Knapp, Lazar a discutat despre pretinsa "S4" aflată lângă Zona 51 unde ar fi văzut mai multe farfurii zburătoare. El mai spune că inițial a crezut că farfuriile erau de fapt avioane secrete terestre ale căror zboruri de testare ar fi responsabile pentru numeroase rapoarte privind OZN-urile. Însă, după o examinare mai atentă, Lazar a ajuns la concluzia că discurile sunt de origine extraterestră.
Bob Lazar susține că pentru propulsia vehiculelor studiate se folosea elementul 115 drept combustibil nuclear. Elementul 115 (numit temporar "ununpentium" (simbol UUP) ar fi o sursă de energie care ar produce efecte anti-gravitaționale sub bombardament de protoni, împreună cu antimaterie pentru producerea de energie. Elementul 115 amplificat în mod corespunzător pe scară largă ar putea crea o distorsionare sau o ruptură a spațiu-timpului care, de fapt, ar scurta foarte mult distanța și timpul de călătorie până la o destinație.

### S4
Lazăr susține că S4 este situată în apropiere de muntele Papoose Range aparținând de locul de testare Nellis Air Force Nevada; și că la S4 s-ar ajunge pe un drum de țară neasfaltat. Detaliile lui Lazar cu privire la S4 sunt foarte puține, deoarece  a declarat că era transportat acolo într-un autobuz camuflat și nu i s-a  permis să vadă peisajul.
Lazăr susține că baza S4 conține nouă hangare de aeronave construite în dreptul lanțului muntos, cu ușile hangarelor construite sub același unghi ca muntele. Ușile hangarelor sunt camuflate cu materiale naturale, locul fiind protejat din toate punctele de vedere, fiind situat într-o vale. În interiorul acestor hangare sunt, potrivit lui Lazar, există laboratoare și oameni de știință care studiază nave spațiale extraterestre.
Numele de "S4 Area 51" apare în documentele controversatului Majestic 12 (MJ-12), dar sunt marcate de către anchetatorii FBI ca "BOGUS" [adică FALS]. Despre această presupusă zonă nu există nicio altă informație în afara afirmațiilor lui Lazar, cu toate acestea publicul nu are acces în zonă ca urmare a ordinelor emise de guvernul Statelor Unite. Ufologul Stanton Friedman a investigat, de asemenea, mai multe afirmații ale lui Lazar despre S4 și munca sa. Friedman a afirmat că a ajuns în zonă și că toate declarațiile lui Lazar par a fi nefondate.

## FestivalulDesert Blast
Lazar și vechiul său prieten Gene Huff organizează în deșertul Nevada Desert Blast, un festival anual în care se prezintă explozivi artizanali, rachete, vehicule jet și alte articole pirotehnice, cu intenția de a sublinia aspectul distractiv al fizicii aplicate.

## United Nuclear Scientific Equipment and Supplies
În anul 2000, Lazar a fondat United Nuclear Scientific Equipment and Supplies, o companie de amatori de aprovizionare științifică care a funcționat inițial în Sandia Park, New Mexico, care apoi s-a mutat la Laingsburg, Michigan. United Nuclear vinde o varietate de materiale, inclusiv minereuri radioactive, magneți puternici și alte curiozități științifice precum aerogel, dar și o varietate de substanțe chimice de laborator. United Nuclear pretinde că are "peste 300.000 de clienti mulțumiți" de serviciile sale, printre acești clienți numărându-se agenții de aplicare a legii, școli și instutiții de știință de amatori, precum și oameni de știință amatori și studenți.

## Documentare și apariții media
- Bob Lazar: Area 51 & Flying Saucers (documentar) - 2018
- Dan Aykroyd Unplugged on UFO's (Video) - 2005[17]
- Conspiracy?: Area 51 (serial TV) - 2004
- Weird Travels (serial TV) - 2003
- Encounters With The Unexplained (serial TV) - 2000
- Close Encounters: Proof of Alien Contact (video) - 2000
- Area 51: The Alien Interview (video) - 1997
- Dreamland: Area 51 (documentar TV) - 1996
- Future Fantastic (serial TV) - 1996
- Yaoi Jun'ichi UFO shuzai tokuhô dai 3 dan (documentar TV) - 1990
- OZN: Proiecte strict secrete

## Legături externe
- Project Web Site web oficial / Mirror website Arhivat în 11 noiembrie 2020, la Wayback Machine.
- Bob Lazar la Internet Movie Database
- United Nuclear (a company founded by Bob Lazar)
- The Bob Lazar Corner